# Choleva jeanneli
Choleva jeanneli är en skalbaggsart som beskrevs av James Britten 1922. Choleva jeanneli ingår i släktet Choleva, och familjen mycelbaggar. Arten är reproducerande i Sverige.